# Михайловка (Сакский район)
Миха́йловка (укр. Михайлівка, крымскотат. Tuzlı, Тузлы) — село в Сакском районе Крыма (согласно административно-территориальному делению Украины входит в состав Ореховского сельского совета Автономной Республики Крым, согласно административно-территориальному делению России — в Ореховском сельском поселении Республики Крым).

## География
Михайловка — село в центре района, в степном Крыму, на южном берегу Сакского озера, точнее, его отделённой дамбой пресноводной восточной части, неофициально называемой Михайловским озером. Высота центра села над уровнем моря — 17 м. Соседние сёла: пгт Новофёдоровка в 1,5 км на юго-запад, Чеботарка в 3,5 и Орехово — в 4,5 км на северо-восток. Райцентр находится на противоположном берегу озера, менее километра по улице «Михайловское шоссе» (по автодороге 35Н-490  от шоссе Саки — Орловка — 3 километра), там же ближайшая железнодорожная станция.

## Современное состояние

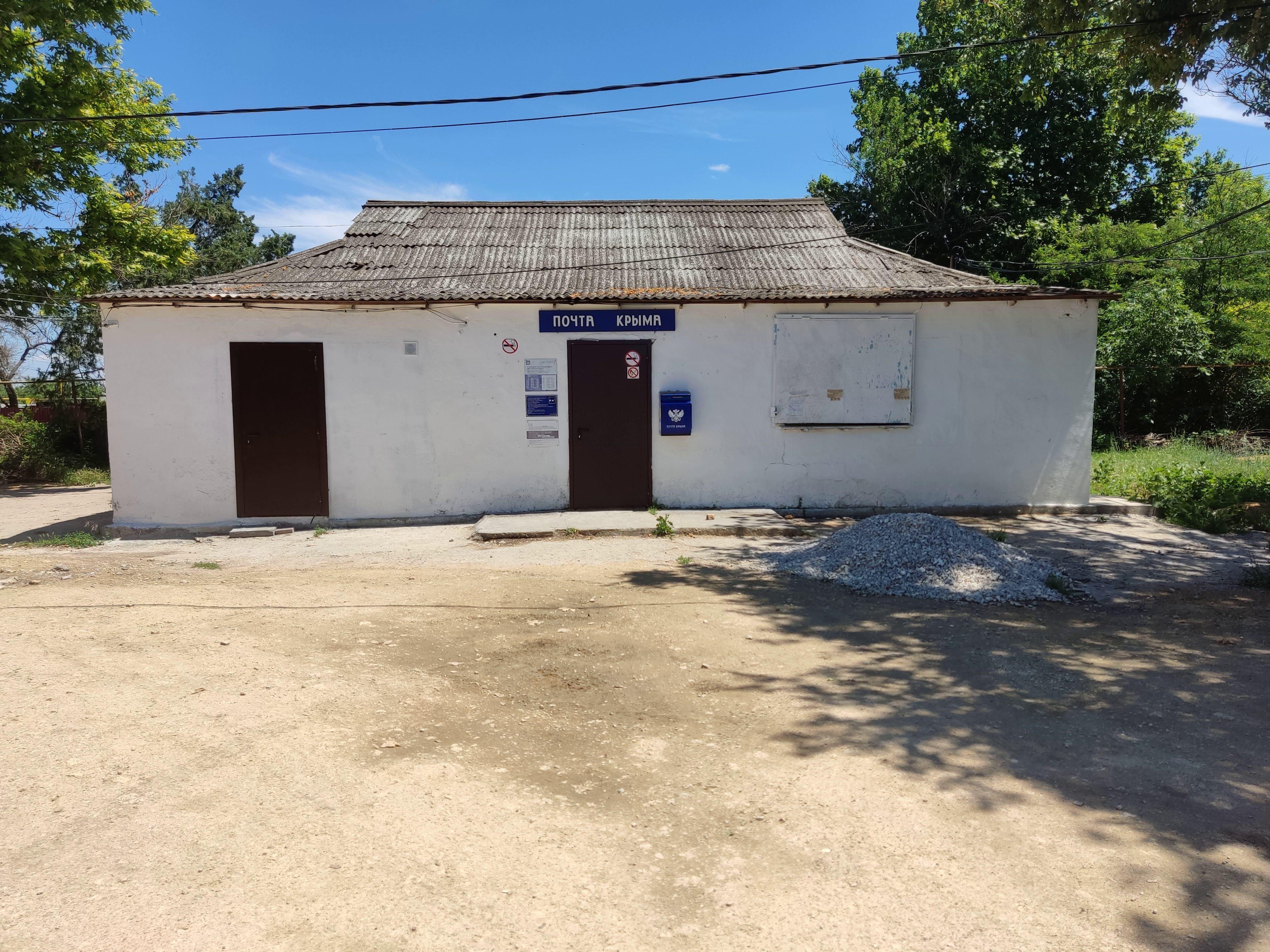
Здание почты

На 2016 год в Михайловке числится около 60 улиц и переулков; на 2009 год, по данным сельсовета, село занимало площадь 361 гектар, на которой в 1257 дворах числилось 3164 жителя. В селе действуют средняя школа, библиотека, детский сад «Чайка», сельский клуб, фельдшерско-акушерский пункт, церковь иконы Божией Матери «Бахчисарайская», мечеть. Михайловка связана автобусным сообщением с Симферополем, Саками, Евпаторией и соседними населёнными пунктами.

## История

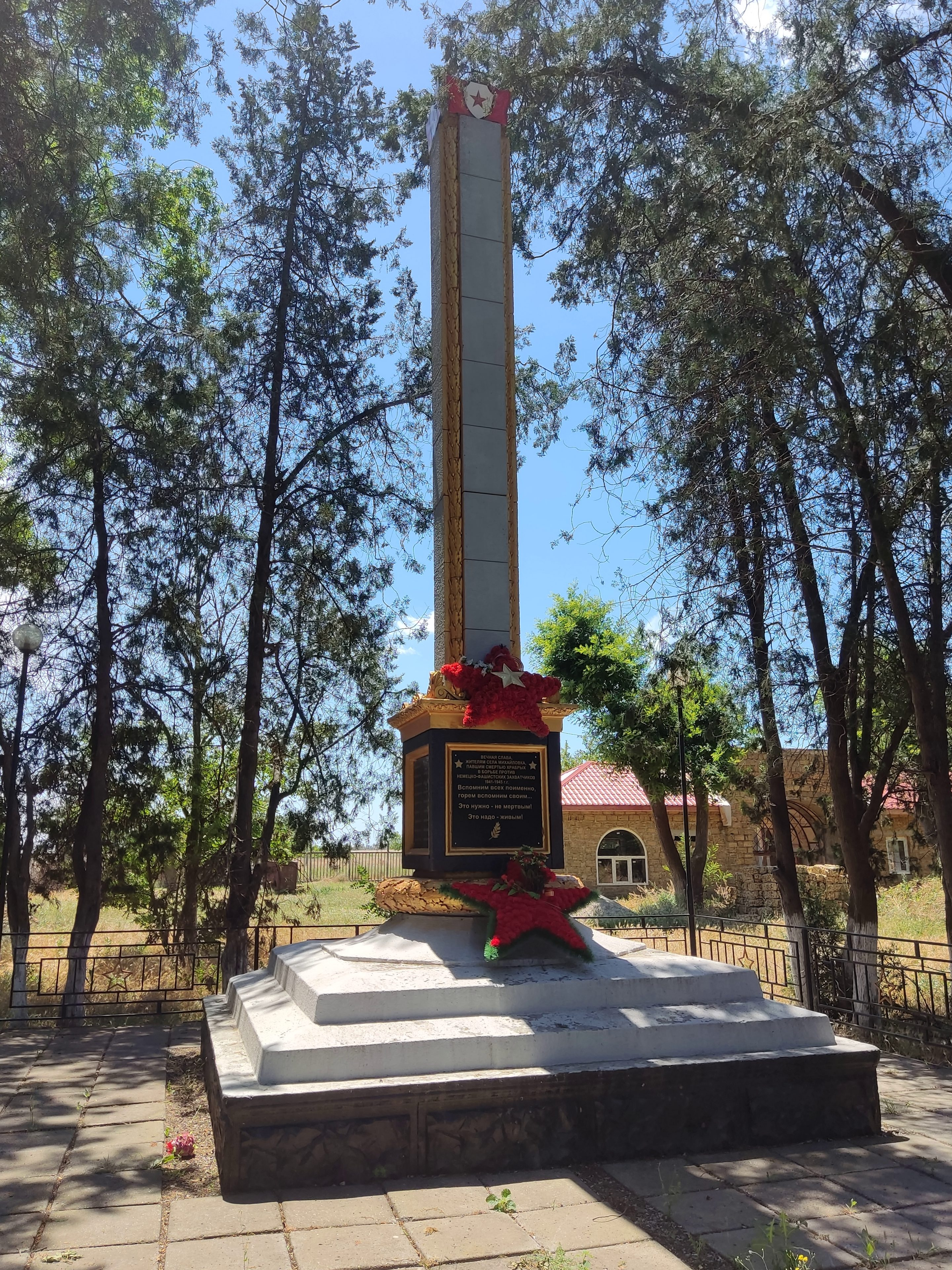
Памятный знак в честь воинов-односельчан

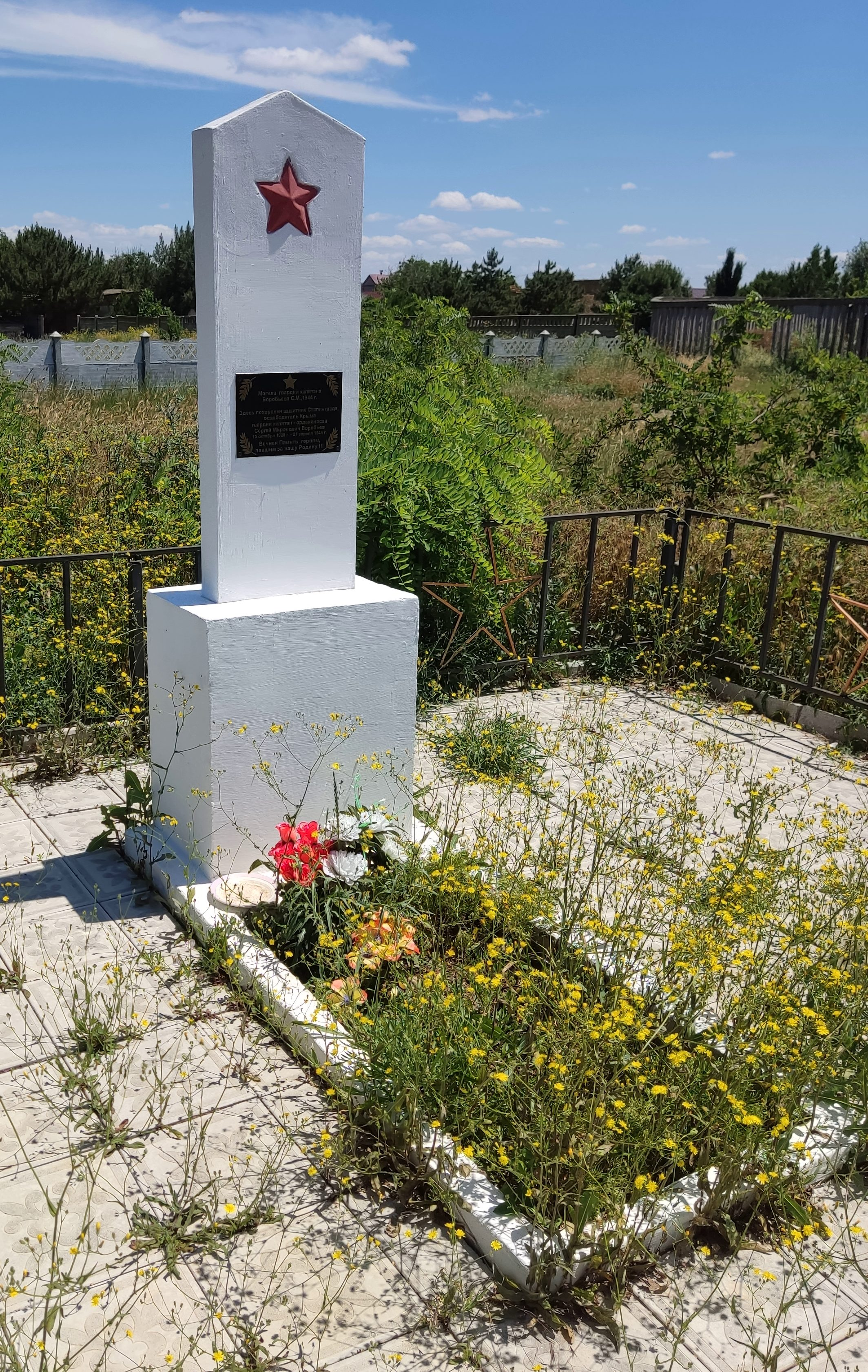
Могила Воробьева

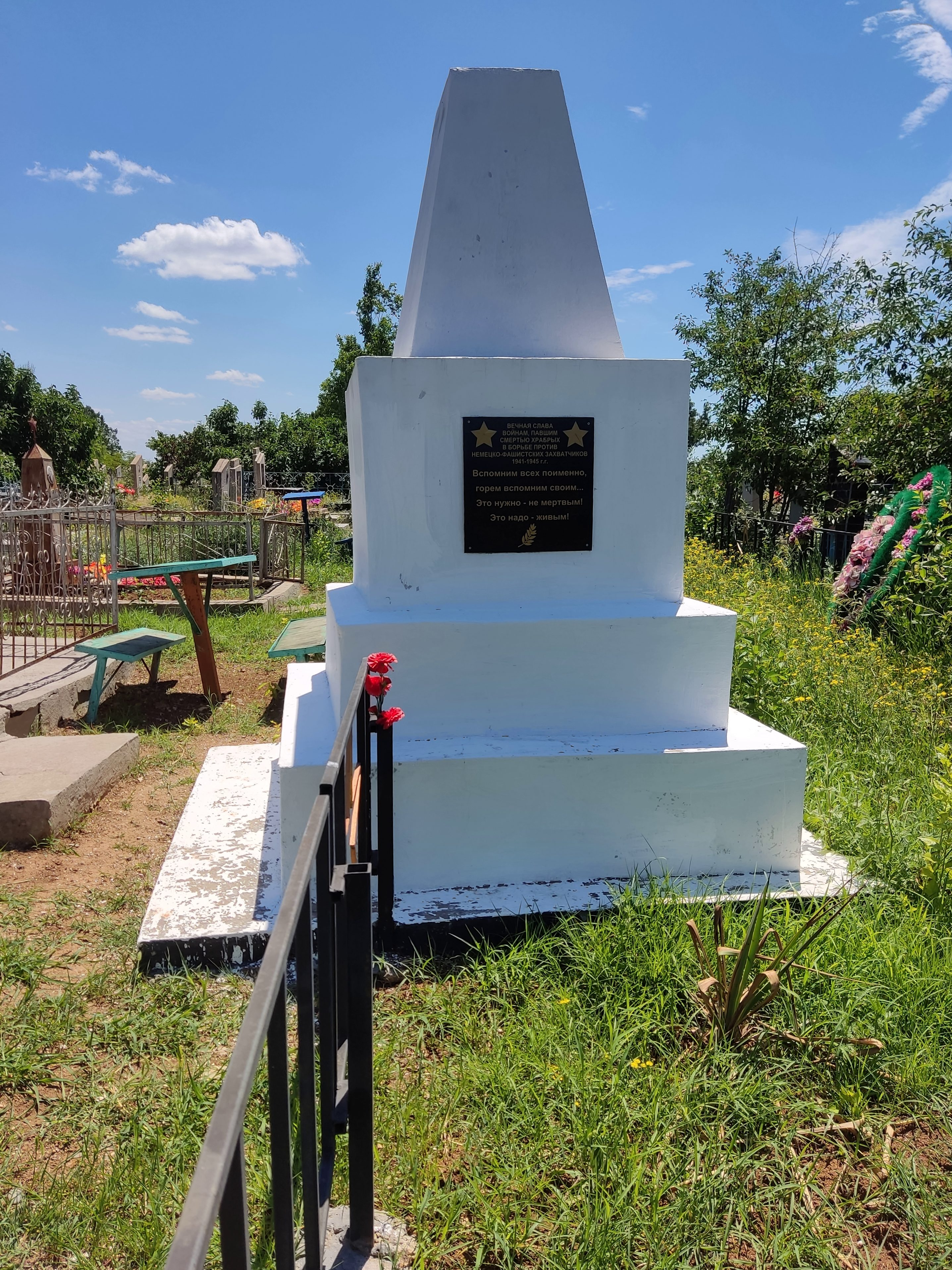
Братская могила советских воинов

Впервые в доступных источниках встречается в «Списке населённых мест Таврической губернии по сведениям 1864 года», составленном по результатам VIII ревизии 1864 года, согласно которому Михайловка (или Тузла) — казённая русская деревня, с 53 дворами и 320 жителями при колодцах. По обследованиям профессора А. Н. Козловского 1867 года, глубина колодцев в деревне составляла 2—5 саженей (4—10 м), в половине из которых вода была солоноватая, как и в родниках. На трехверстовой карте 1865—1876 года в деревне обозначено 50 дворов. В «Памятной книге Таврической губернии 1889 года», по результатам Х ревизии 1887 года, записана Михайловка Сакской волости Евпаторийского уезда, с 105 дворами и 634 жителями. Согласно «…Памятной книжке Таврической губернии на 1892 год», в деревне Михайловка, входившей в Михайловское сельское общество, было 588 жителей в 110 домохозяйствах.
Земская реформа 1890-х годов в Евпаторийском уезде прошла после 1892 года, в результате Михайловку приписали к обновлённой Сакской волости. Перепись 1897 года зафиксировала в деревне 936 жителей, из них 857 православных.
По «…Памятной книжке Таврической губернии на 1900 год» в деревне, входившей в Михайловское сельское общество, числилось 933 жителя в 120 дворах. На 1914 год в селении действовала 2-классная земская школа. По Статистическому справочнику Таврической губернии. Ч.II-я. Статистический очерк, выпуск пятый Евпаторийский уезд, 1915 год, в деревне Михайловка Сакской волости Евпаторийского уезда числилось 195 дворов (185 дворов с землёй, 10 — безземельные) с русскими жителями в количестве 1286 человек приписного населения и 53 — «постороннего», из которых 686 мужчин и 654 женщины. Жители владели 2225 десятинами удобной земли. В хозяйствах имелось 580 лошадей, 52 вола, 234 коровы и 353 головы мелкого скота.
После установления в Крыму Советской власти, по постановлению Крымревкома от 8 января 1921 года № 206 «Об изменении административных границ» была упразднена волостная система и село вошло в состав Евпаторийского района Евпаторийского уезда, а в 1922 году уезды получили название округов. 11 октября 1923 года, согласно постановлению ВЦИК, в административное деление Крымской АССР были внесены изменения, в результате которых округа были отменены и произошло укрупнение районов — территорию округа включили в Евпаторийский район. Согласно Списку населённых пунктов Крымской АССР по Всесоюзной переписи 17 декабря 1926 года, в селе Михайловка, центре Михайловского сельсовета Евпаторийского района, числилось 165 дворов, из них 150 крестьянских, население составляло 836 человек, из них 798 украинцев, 26 русских, 1 татарин, 1 немец, 1 грек, 1 армянин, 8 записаны в графе «прочие», действовала русская школа. Постановлением Президиума КрымЦИКа «Об образовании новой административной территориальной сети Крымской АССР» от 26 января 1935 года был создан Сакский район и село включили в его состав. По данным всесоюзной переписи населения 1939 года в селе проживало 165 человек.
Во время Великой Отечественной войны у села погибли: 1 боец в 1941 году, при обороне Крыма и 7 при освобождения. Павших похоронили на сельском кладбище. В 1952 году на братской могиле советских воинов установлен памятник. В годы войны на фронтах Отечественной войны сражались многие жители села, в честь погибших в боях в 1966 году в Михайловке установили монумент. Приказом Министерства культуры Украины № 1224 от 28 ноября 2013 года мемориал объявлен памятник истории местного значения. Постановлением Совета министров Республики Крым № 627 от 20 декабря 2016 года оба памятника отнесены к категории объектов культурно-исторического наследия России регионального значения.

После освобождения Крыма от фашистов, 12 августа 1944 года было принято постановление № ГОКО-6372с «О переселении колхозников в районы Крыма», по которому в район из Курской и Тамбовской областей РСФСР в район переселялись 8100 колхозников, а в начале 1950-х годов последовала вторая волна переселенцев из различных областей Украины. С 25 июня 1946 года в составе Крымской области РСФСР. Указом Президиума Верховного Совета РСФСР от 18 мая 1948 года, Михайловку объединили с селом Тузлы с названием Михайловка. 26 апреля 1954 года Крымская область была передана из состава РСФСР в состав УССР. Время упразднения Михайловского сельсовета пока не установлено — на 15 июня 1960 года село уже числилось в составе Новодмитриевского.
Указом Президиума Верховного Совета УССР «Об укрупнении сельских районов Крымской области», от 30 декабря 1962 года село присоединили к Евпаторийскому району. 23 октября 1963 года центр сельсовета перенесён в Орехово, в который включили Михайловку. 1 января 1965 года, указом Президиума ВС УССР «О внесении изменений в административное районирование УССР — по Крымской области», Евпаторийский район был упразднён и село включили в состав Сакского (по другим данным — 11 февраля 1963 года). По данным переписи 1989 года в селе проживало 4217 человек. С 12 февраля 1991 года село в восстановленной Крымской АССР, 26 февраля 1992 года переименованной в Автономную Республику Крым. С 21 марта 2014 года в составе Крыма аннексирована Россией.

## Население
| 2001 | 2014  | 2021  |
| ---- | ----- | ----- |
| 3510 | ↘3325 | ↗3349 |

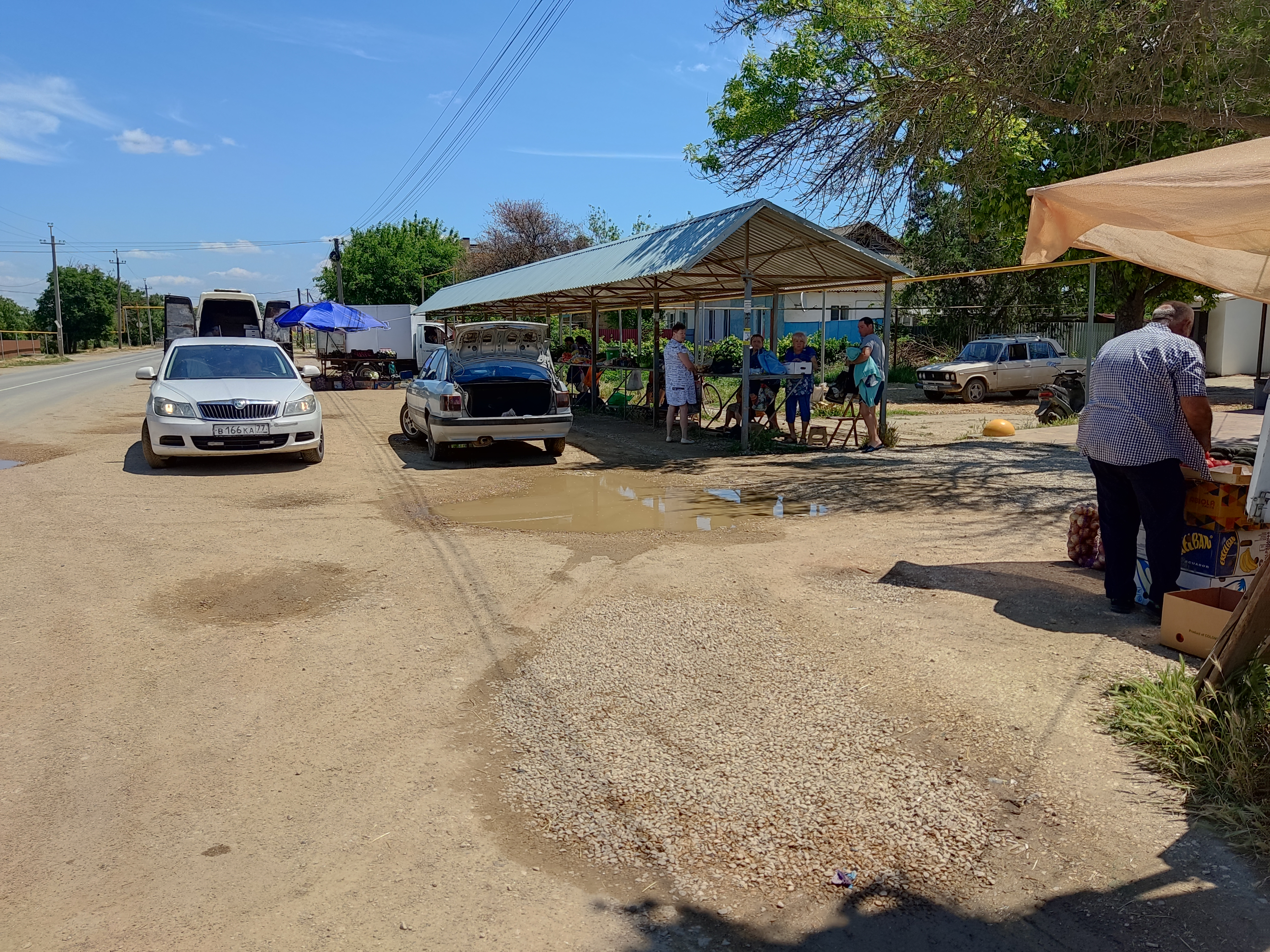
Местный рынок

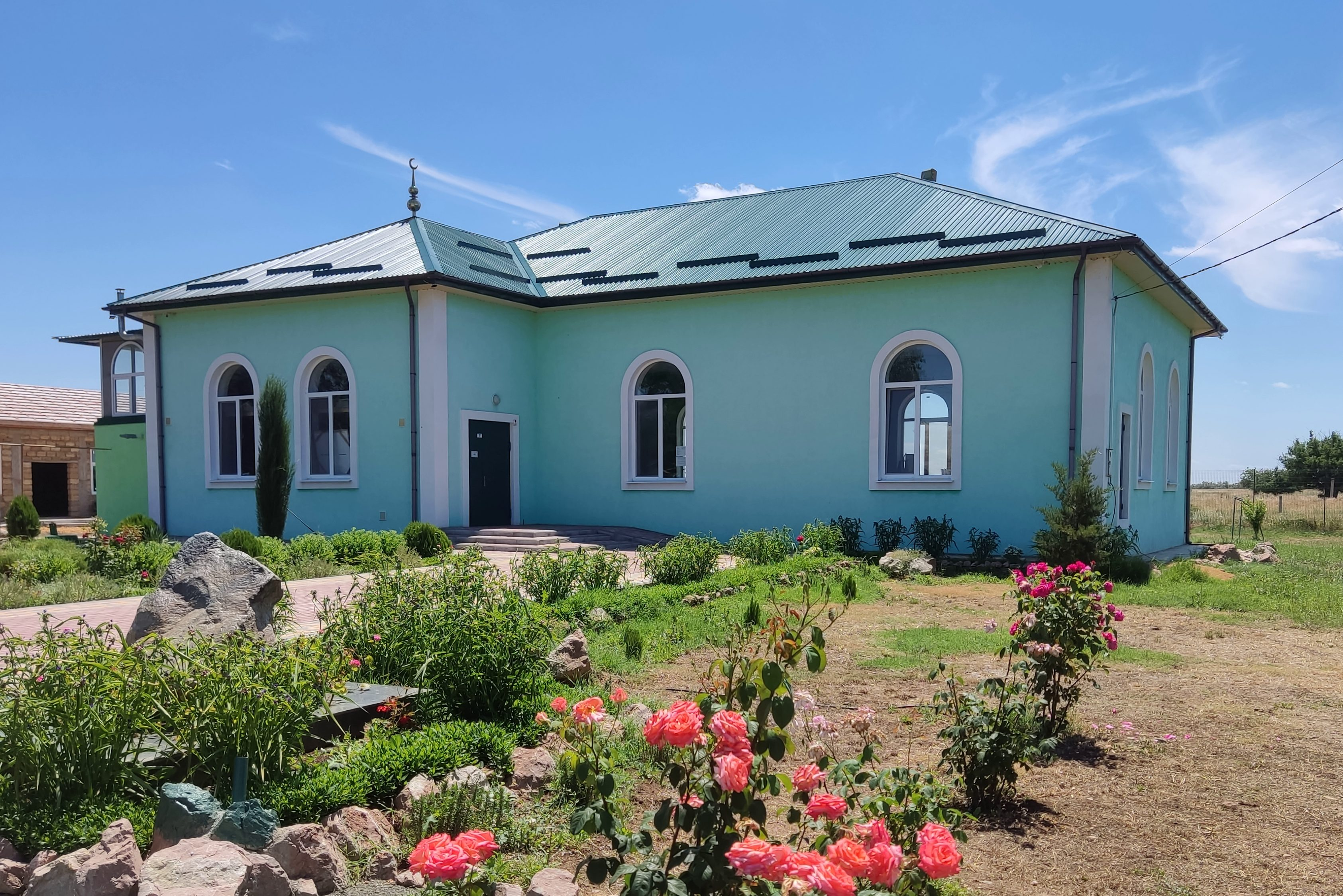
Мечеть

Всеукраинская перепись 2001 года показала следующее распределение по носителям языка
| Язык             | Процент |
| ---------------- | ------- |
| русский          | 67.18   |
| украинский       | 15.27   |
| крымскотатарский | 15.24   |
| другие           | 0.94    |

### Динамика численности
| - 1864 год — 320 чел. - 1889 год — 634 чел. - 1900 год — 933 чел. - 1915 год — 1286/53 чел. - 1926 год — 836 чел. | - 1939 год — 165 чел. - 1989 год — 4217 чел. - 2001 год — 3510 чел. - 2009 год — 3164 чел. - 2014 год — 3325 чел. |